# Josh Onomah
 Joshua Oghenetega Peter Onomah (Londen, 27 april 1997) is een Engels voetballer die doorgaans als middenvelder speelt.

## Clubcarrière
Onomah werd geboren in Enfield Town (Enfield), waar hij ook opgroeide. Op jeugdige leeftijd kwam hij in de jeugdopleiding van de Spurs terecht. Hij brak door in de onder 18 in het seizoen 2012/13, waarmee hij onder meer speelde op de NextGen Series. Het volgende seizoen kwam Onomah tot 17 wedstrijden in de competitie en enkele optredens in de FA Cup voor zijn leeftijdsklasse. Tevens maakte hij zijn eerste opwachting voor de onder 21 van Tottenham Hotspur.
In het seizoen 2014/15 werd hij een vaste waarde in de onder 21 en werd hij tevens als aanvoerder aangewezen. Zijn goede prestaties werden beloond toen trainer Mauricio Pochettino hem liet debuteren in het eerste elftal in de FA Cup tegen Burnley. Onomah kwam 14 minuten voor tijd het veld in als vervanger van Andros Townsend. Tottenham Hotspur won de wedstrijd met 4−2 en bekerde verder.
In het seizoen 2015/16 werd hij definitief bij het eerste elftal gehaald. Op 22 oktober 2015 maakte hij zijn debuut in de UEFA Europa League tegen RSC Anderlecht (2−1 verlies). Tien dagen later volgde zijn competitiedebuut in de met 3−1 gewonnen thuiswedstrijd tegen Aston Villa.
Op 4 augustus 2017 werd Onomah voor één seizoen verhuurd aan Aston Villa, uitkomend in de Championship. Hij scoorde zijn eerste doelpunt in een 1-1 gelijkspel tegen Bristol City op 25 augustus 2017. Gedurende het seizoen 2018/19 werd hij verhuurd aan Sheffield Wednesday.
In augustus 2019 verruilde Onomah Tottenham voor Fulham. Hij was onderdeel van de transfer van Ryan Sessegnon, die de tegenovergestelde weg bewandelde. In 2020 promoveerde Onomah met Fulham via play-offs naar de Premier League. Kort daarna verlengde hij zijn contract bij de club tot medio 2023, met wederom een optie voor een extra seizoen. In 2022 promoveerde Onomah andermaal met Fulham van de Championship naar de Premier League. In het seizoen 2022/23 kwam hij echter nauwelijks meer voor in de plannen van de Portugese hoofdtrainer Marco Silva. Het contract van Onomah werd op 31 januari 2023 vroegtijdig beëindigd.
Op 31 januari 2023 maakte Preston North End bekend dat ze Onomah hadden gecontracteerd voor een half jaar. Op 27 juni 2023 werd bevestigd dat Onomah Preston zou verlaten na afloop van zijn contract.
Onomah zat vervolgens ruim een jaar zonder club, totdat Blackpool hem een nieuwe kans in het profvoetbal bood. De ploeg uit de League One (derde niveau) gaf hem in oktober 2024 een contract tot het einde van het kalenderjaar. In januari 2025 werd de overeenkomst verlengt tot het einde van het lopende seizoen. Op 5 mei 2025 maakte Blackpool bekend dat Onomah de club zou verlaten na het aflopen van zijn contract op 30 juni 2025.

## Interlandcarrière
Onomah kwam uit voor verschillende Engelse jeugdelftallen. Onomah was onderdeel van de onder 17 die in mei 2014 het EK onder 17 won. In de finale tegen Nederland speelde hij de volledige 80 minuten mee. In 2017 won hij met Engeland onder 20 het WK, gehouden in Zuid-Korea.

## Erelijst
| Competitie                                 | Aantal       | Jaren        |              |              |
| Engeland –17                               | Engeland –17 | Engeland –17 | Engeland –17 | Engeland –17 |
| ------------------------------------------ | ------------ | ------------ | ------------ | ------------ |
| Europees kampioen –17                      | 1x           | 2014         |              |              |
| Engeland –20                               |              |              |              |              |
| Wereldkampioen –20                         | 1x           | 2017         |              |              |
| Fulham FC                                  |              |              |              |              |
| Promotie naar Premier League via play-offs | 1x           | 2020         |              |              |
| Winnaar Championship                       | 1x           | 2021/22      |              |              |